# Paulo Meyer
Paulo Meyer é um cantor e gaitista brasileiro, nasceu no dia 27 de outubro de 1955 em São Paulo, SP.
Falecimento : 16/02/2023. 

## Biografia
Paulo Meyer é um dos pioneiros do Blues no Brasil. Começou sua carreira acompanhando na gaita o guitarrista Nuno Mindelis, participou de gravações com nomes como Sérgio Dias Baptista e Alexandre Fontanetti, trabalhou como intérprete e acompanhante dos artistas estrangeiros na edição paulista do Festival de Jazz de Montreux e no Rio-Monterey Jazz Festival, ambos em 1980, e em todas as edições do festival de blues Nescafé Blues, na década de 1990.
Conheceu de perto bluesmen lendários como Champion Jack Dupree, B.B. King, Pinetop Perkins e Eric Burdon. Nos anos 90, liderou a inovadora banda de blues Expresso 2222, que influenciou toda uma geração de bluesmen paulistanos. Tocou por mais de dezesseis anos blues e rock em pleno carnaval na cidade de Paraty, Rio de Janeiro, onde suas apresentações no Café Paraty são consideradas uma das atrações turísticas da cidade.
Em 2009 participou da décima edição do Festival de Blues & Jazz de Guaramiranga, Ceará. Paulo Meyer fez o show de abertura para o gaitista Toots Thielemans.
Participou em 2009 e 2010 do Paraty Bourbon Festival, em Paraty, Rio de Janeiro.

## Discografia
Expresso 2222 - Coletânea BLUE NIGHT - Blues & Soul (1994)
Cleansed On Muddy Waters (1998)
Ao Vivo No Mutley (2000)
On Stage (2002)
Hooked On The Blues (2006)

## Videografia
Dvd ao Vivo Mesmo na BR 116! (2009)